# Rhabdotis corpulenta
Rhabdotis corpulenta är en skalbaggsart som beskrevs av Beinhundner 2008. Rhabdotis corpulenta ingår i släktet Rhabdotis och familjen Cetoniidae. Inga underarter finns listade i Catalogue of Life.